# Tetraloniella watmoughi
Tetraloniella watmoughi är en biart som beskrevs av Constance Margaret Eardley 1989. Tetraloniella watmoughi ingår i släktet Tetraloniella och familjen långtungebin. Inga underarter finns listade i Catalogue of Life.